# Ґертруда Едерле
Ґертруда Едерле (англ. Gertrude Ederle; 23 жовтня 1905, Нью-Йорк — 30 листопада 2003, Вайкоф) — американська плавчиня, олімпійська чемпіонка літніх Олімпійських ігор 1924 року.

## Життєпис
Ґертруда Едерле найбільш відома як перша жінка, що перепливла Ла-Манш 6 серпня 1926 року. П'ять чоловіків до цього здійснювали подібний подвиг. Однак Ґертруда відзначилася — час її запливу склав 14 годин і 31 хвилину, що майже на дві години менше, ніж минулі рекорди. Крім того, Едерле було завойовано дві бронзові та одна золота медаль з плавання на Олімпіаді 1924 року.

## Доповнення
Едерле зіграла себе у фільмі 1927 року «Swim Girl, Swim». Більшість джерел вказують, що Ґертруда народилася в 1906 році. Однак дослідник її біографії Девід Адлер стверджує, що члени сім'ї Едерле підтвердили 1905 роком народження плавчині.